# Kasy Dikambajewitsch Dikambajew
Kasy Dikambajewitsch Dikambajew (russisch Казы Дикамбаевич Дикамбаев; * 7. November 1913 in Taldy, Oblast Semiretschenskaja, Russisches Zarenreich; † 16. Februar 2010 in Bischkek, Kirgisistan) war ein sowjetischer Politiker der Kirgisischen Sozialistischen Sowjetrepublik (Kirgisische SSR).

## Biografie
Der Sohn einer Kleinbauernfamilie absolvierte seine Grundschulausbildung in Aşgabat und danach in der Sekundarschule. Im Anschluss studierte er zwischen 1932 und 1937 am Zentralasiatischen Institut für Wirtschaftsplanung in Taschkent. Im Anschluss begann er 1937 seine berufliche Laufbahn als Leitender Ökonom beim Komitee für Wirtschaftsplanung (Gosplan) der Kirgisischen SSR, deren Stellvertretender Vorsitzender er anschließend zwischen 1939 und 1940 war. 1940 wurde er Mitglied der KPdSU. Nach einer Tätigkeit als Stellvertretender Vorsitzender der Staatlichen Kontrollkommission von 1940 bis 1944 absolvierte er 1944 ein Praktikum im Außenministerium der UdSSR.
Im Anschluss wurde er 1944 erster Außenminister der Kirgisischen SSR und übte dieses Amt bis 1949 aus. Zugleich war er von 1948 bis 1949 Stellvertretender Vorsitzender des Ministerrates. Danach war er zunächst Sekretär des Zentralkomitees (ZK) der Kirgisischen Kommunistischen Partei (KPK) für Industrie und Bauwesen und daraufhin von 1951 bis 1958 Erster Sekretär des Regionalkomitees der KPK der Region Frunse. Außerdem war er von 1950 bis 1962 Deputiertes des Obersten Sowjets der UdSSR sowie Deputierter des Obersten Sowjets der KSSR.
Am 6. März 1958 wurde er Vorsitzender des Ministerrates und damit Ministerpräsident der Kirgisischen SSR. Drei Jahre später wurde er von diesem Amt am 10. Mai 1961 wegen „ungenügender Amtsführung und mutmaßlicher ernsthafter Mängel in der landwirtschaftlichen Produktion“ entbunden und in den Ruhestand versetzt. Nachfolger wurde daraufhin Bolot Mambetowitsch Mambetow.
Noch im gleichen Jahr wurde er jedoch erneut Stellvertretender Vorsitzender von Gosplan in der KSSR. 1986 wurde er in den Ruhestand verabschiedet. Zugleich hatte er den Rang eines Außerordentlichen und Bevollmächtigten Botschafters der UdSSR inne.
Für seine Verdienste um die Sowjetunion und die Kirgisische SSR wurde er mehrfach ausgezeichnet und erhielt zwei Mal den Leninorden sowie den Orden des Vaterländischen Krieges I. Klasse und den Orden des Roten Banners der Arbeit.